# Simon Addo
Simon Addo (* 11. Dezember 1974) ist ein ehemaliger ghanaischer Fußballtorwart.

## Karriere
Addo begann seine Profikarriere 1991 bei Goldfields Obuasi. Bei den Olympischen Sommerspielen 1992 nahm der Mittelfeldspieler mit der ghanaischen U-23-Nationalmannschaft teil und gewann dabei die Bronzemedaille. 1995 wechselte der Torhüter zu Great Mariners und konnte bei den Olympischen Sommerspielen 1996 erneut teilnehmen. Zwei Jahre später zog es ihn nach Griechenland, wo er für den FC Kalamata spielte.
Insgesamt absolvierte er für Ghana 32 Länderspiele.